# ヤーヴェ・カール
ヤーヴェ・カール（Yavé Cahard、1957年12月26日 - ）は、フランス、サント・アドルス出身の元自転車競技（トラックレース）選手。

## 経歴
世界的な名スプリンター、ダニエル・モレロンの指導を受け、1979年の世界自転車選手権（アムステルダム）、アマ・タンデムにおいて、フラン・ドピーヌとのコンビで優勝。1980年のモスクワオリンピックのスプリントでは、決勝で本命視されたルッツ・ヘスリッヒに1-2のスコアで敗れたが、2本目を奪取する健闘を見せた。
1982年にプロへ転向。同年の世界選手権（レスター）、プロスプリント準決勝1本目において、中野浩一の同大会同種目連取記録を25でストップさせる健闘を見せ（その後、中野が2、3本目を連取して逆転勝利）、また、同年大会の決勝で、中野と死闘を演じたゴードン・シングルトンが同年限りで事実上第一線を退くことになったことから、1983年の世界選手権（チューリッヒ）では、同種目連覇新記録を目指す中野の最大のライバルと目され、決勝で対戦したが、ストレート負けを喫した。
その後も中野のライバルとして君臨し、とりわけ、1986年のフランス選手権・スプリントを制したことで、世界選手権（コロラドスプリングス）・プロスプリント10連覇がかかった中野の最大の強敵と見られたが、大会直前に怪我のため不参加となってしまった。そして翌1987年に引退した。
なお、国際競輪にも参加したことがある。